# Лужок (Черневецкий район)
Лужок (укр. Лужок) — село на Украине, находится в Черневецком районе Винницкой области.
Код КОАТУУ — 0524981203. Население по переписи 2001 года составляет 417 человек. Почтовый индекс — 24111. Телефонный код — 4357.
Занимает площадь 1,896 км².

## Религия
В селе действует храм Казанской иконы Божьей Матери Черневецкого благочиния Могилёв-Подольской епархии Украинской православной церкви.

## Адрес местного совета
24111, Винницкая область, Черневецкий р-н, с. Берёзовка, ул. Ленина, 11